# Alone in the Neon Jungle
Alone in the Neon Jungle (titulado: Distrito infierno en España y Armando el infierno en México) es un telefilme estadounidense de acción, drama y crimen de 1988, dirigido por Georg Stanford Brown, escrito por Mark Rodgers y Stephen Downing, musicalizado por Mark Snow, en la fotografía estuvo William Cronjager y los protagonistas son Suzanne Pleshette, Danny Aiello y Jon Tenney, entre otros. Este largometraje fue producido por Brademan Self Productions y RHI Entertainment; se estrenó el 17 de enero de 1988.

## Sinopsis
Una mujer policía es enviada a la comisaría con mayor corrupción de Pittsburgh, su objetivo es hacer que el lugar funcione correctamente.